# Guy Nosbaum
Guy Camille Fernand Nosbaum (ur. 10 maja 1930 w Corbeil-Essonnes, zm. 12 sierpnia 1996 w Bagnolet) – francuski wioślarz pochodzenia żydowskiego, srebrny medalista olimpijski.

## Kariera
Wystąpił na igrzyskach olimpijskich w Helsinkach w 1952, gdzie odpadł w repasażach półfinałowych czwórek ze sternikiem. Na rozgrywanych osiem lat później igrzyskach olimpijskich w Rzymie reprezentacja Francji w składzie: Robert Dumontois, Claude Martin, Jacques Morel, Guy Nosbaum i Jean Klein (sternik) zdobyła w tej samej konkurencji srebrny medal. W finale o 2,50 sekundy przegrali z osadą Wspólnej Reprezentacji Niemiec, a o 1,90 sekundy wyprzedzili Włochów. 
W 1953 zdobył złoty medal w dwójkach ze sternikiem na mistrzostwach Europy w Kopenhadze (1953).